# 도찌기조선초중급학교
도찌기조선초중급학교(일본어: 栃木朝鮮初中級学校 도치기 조선 초중급학교[*])는 일본 도치기현에 위치한 조선학교이다.

## 행사
- 4월 입학식
- 3월 졸업식

## 학과
- 중급부
- 초급부